# Haozhai (köpinghuvudort i Kina, Henan Sheng, lat 33,01, long 113,03)
Haozhai är en köpinghuvudort i Kina. Den ligger i provinsen Henan, i den centrala delen av landet, omkring 200 kilometer söder om provinshuvudstaden Zhengzhou. Antalet invånare är 56 154. Befolkningen består av 27 023 kvinnor och 29 131 män. Barn under 15 år utgör 22,0 %, vuxna 15-64 år 69 %, och äldre över 65 år 7,0 %.
Runt Haozhai är det tätbefolkat, med 530 invånare per kvadratkilometer. Det finns inga andra samhällen i närheten. Trakten runt Haozhai består till största delen av jordbruksmark.
Genomsnittlig årsnederbörd är 1 010 millimeter. Den regnigaste månaden är augusti, med i genomsnitt 197 mm nederbörd, och den torraste är januari, med 12 mm nederbörd.